# Julio Estrada León
Julio Vladimir Estrada León (* 6. Mai 1977 in Atotonilco de Tula, Jalisco) ist ein ehemaliger mexikanischer Fußballspieler auf der Position eines Verteidigers und späterer Trainer.

## Laufbahn

### Spieler
Estrada begann seine Laufbahn als Fußballprofi bei Atlas Guadalajara, für die er zwischen 1996 und 2003 insgesamt 63 Einsätze in der höchsten mexikanischen Spielklasse (12 in den Liguillas und 51 in der Punktspielrunde) absolvierte und einen Treffer zum spielentscheidenden 3:2-Auswärtssieg am 27. März 1999 beim Club Necaxa erzielte.
In den Jahren 2000 und 2001 war Estrada zeitweise an den Ligakonkurrenten CF Monterrey ausgeliehen, für den er ein Tor zum 3:2-Heimsieg gegen die UNAM Pumas am 12. Februar 2000 beisteuerte.
Im Jahr 2000 spielte Estrada auf Leihbasis für die Zweitligavereine Reboceros de La Piedad und Querétaro Fútbol Club.
Nachdem Estrada 2003 wahrscheinlich an den CF Atlante verkauft worden war, kam er nach Zwischenstationen bei Cobras Ciudad Juárez und Celaya FC zum Club Deportivo Guadalajara, bei dem er jedoch nur zu einem einzigen Ligaeinsatz in der Clausura 2006 kam und ansonsten bei den vereinseigenen Farmteams Chivas Coras und Club Deportivo Tapatío eingesetzt wurde.

### Trainer
Nach dem Ende seiner aktiven Laufbahn arbeitete Estrada 2010 als Assistenztrainer bei den Delfines de Los Cabos und betreute zwischen 2014 und 2017 diverse Nachwuchsmannschaften seines langjährigen Vereins Atlas Guadalajara. 2018 war er als Cheftrainer der Alacranes de Durango im Einsatz.